# Lucía Sánchez Saornil
Lucía Sánchez Saornil (Madrid, 13 de dezembro de 1895 — Valência, 2 de junho de 1970) foi uma poetisa ultraísta, jornalista e militante anarquista e feminista espanhola. Foi cofundadora da organização Mujeres Libres, em abril de 1896, da qual era secretária nacional. Ela serviu na Confederação Nacional do Trabalho (CNT) e na organização Solidaridad Internacional Antifascista (SIA). A SIA foi fundada na Espanha em 27 de maio de 1937 pela Confederação Nacional do Trabalho com outras organizações socialistas libertárias: a Federação Anarquista Ibérica (FAI) e a Federação Ibérica de Juventude Libertária (FIJL), componentes do Movimento Libertário [es].

## Biografia

### Primeiros anos
Lucía Sánchez Saornil nasceu em 13 de dezembro de 1895, em uma família pobre. Seus pais eram Gabriela Saornil e Eugenio Sánchez. Lucía e sua família moravam na rua Labrador, no bairro de Peñuelas. Sua mãe e irmão morreram quando ela era muito jovem e ela ficou responsável pela casa e por sua outra irmã, que era um pouco mais nova. Seu pai trabalhava na central telefônica da casa do Duque de Alba. Eles tinham uma pequena biblioteca com diversos livros e brochuras herdadas de uma tia de seu pai. Ela estudou em uma escola para órfãos, o Centro "Hijos de Madrid", onde concluiu seus estudos primários e secundários. Em 1913, publicou seu primeiro poema, Nieve, no jornal semanal Avante da Cidade Rodrigo. Em 1916, começou a trabalhar como telefonista na Telefónica e publicou seus primeiros poemas na revista literária Los Quijotes. Em Los Quijotes, com a iniciativa do proprietário de uma prensa móvel, Emilio G. Linera, começou a publicar alguns dos poetas que mais tarde se tornariam representantes do ultraísmo, como Guillermo de Torre. Os poemas de Lucía eram referidos como "explosões sentimentais imersas no modernismo decadente". Ao mesmo tempo em que publicava seus poemas, ela continuou seus estudos na Real Academia de Belas-Artes de São Fernando e começou a seguir os movimentos vanguardistas, aderindo em particular ao movimento ultraísta em 1919. Mais tarde publicou seus poemas em revistas como Tableros, Plural, Manantial e La Gaceta Literaria, usando o pseudônimo "Luciano de San-Saor". Trabalhando sob um pseudônimo masculino, ela foi capaz de explorar temas lésbicos em um momento em que a homossexualidade era criminalizada e sujeita a censura e punição.

### Militância anarcofeminista

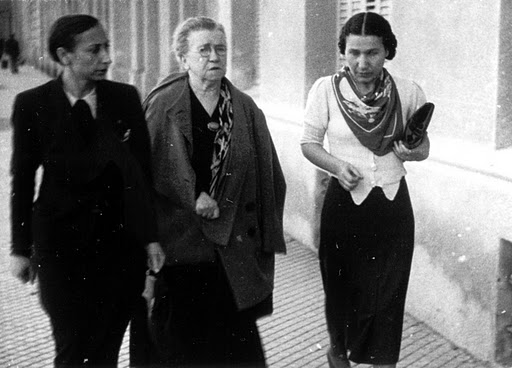
Lucía Sánchez Saornil (à esquerda) e Emma Goldman (no centro) durante o século 1930

Durante a década de 1920, ela deixou a poesia para se dedicar à atividade política dentro do movimento anarcossindicalista. Ela participou de diferentes conflitos sociais na Telefónica, o que causou sua transferência para Valência e, finalmente, sua expulsão da empresa. Em 1927, já em Valência, colaborou em vários periódicos anarquistas como Tierra y Libertad e Solidaridad Obrera de Barcelona, Umbral de Valência e Fraga Social. De volta a Madrid em 1929, ela continuou com suas atividades no movimento anarquista, assumindo em 1933 o secretariado editorial do jornal CNT. Lucía delineou sua perspectiva como feminista. Embora calada sobre o controle da natalidade, ela atacou o essencialismo dos papéis de gênero na sociedade espanhola. Dessa maneira, Lucía se estabeleceu como uma das vozes mais radicais entre as mulheres anarquistas, rejeitando o ideal de domesticidade feminina que permaneceu amplamente inquestionável. Em uma série de artigos para a Solidaridad de los trabajadores, ela refutou com ousadia a identificação da maternidade por Gregorio Marañón como o núcleo da identidade feminina.

### Guerra civil, exílio, clandestinidade e morte
Insatisfeita com os preconceitos chauvinistas dos colegas republicanos e entendendo que o anarcossindicalismo deixou em segundo plano a questão das mulheres, concentrando-se apenas na esfera econômica, Lucía entendeu que a luta contra o Estado e o capitalismo não podia ser separada da luta contra o patriarcado. Assim, em 1936, juntamente com Mercedes Comaposada e Amparo Poch y Gascón, Lucía fundou a organização feminista e libertária Mujeres Libres, um movimento ao qual dedicou uma parte importante de sua militância anarcofeminista. Surgida em torno da CNT, a organização nasceu em Madrid, depois deslocou-se para Barcelona e se espalhou pela zona republicana, alcançando 147 grupos e 20 000 afiliados em 1938, organizando espaços sociais femininos, escolas, jornais e programas de creches. Mujeres Libres foi uma organização anarquista autônoma para mulheres comprometidas com uma "dupla luta" de libertação e revolução social das mulheres. Lucía e outras "mulheres livres" rejeitaram a visão dominante de que a igualdade de gênero emergiria naturalmente de uma sociedade sem classes.
Uma de suas atividades foi a edição da revista Mujeres Libres. A primeira edição foi publicada em 20 de maio de 1936 e esgotou quase imediatamente. Uma segunda edição surgiu em 15 de junho. No total, 14 edições foram publicadas, a última foi impressa quando a frente de batalha chegou em Barcelona. Nenhuma cópia foi preservada.

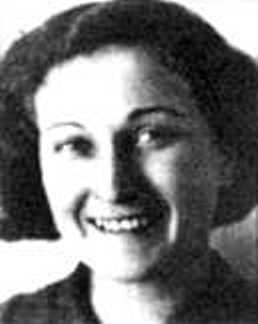
Lucía Sánchez Saornil c. 1944

Quando a Guerra Civil Espanhola estourou, ela participou ativamente da luta antifascista. Em 19 de julho de 1936, ela foi às ruas e participou do cerco do quartel da Montaña [en]. Ela atuou como cronista de guerra nas frentes de Guadalajara pelos jornais da CNT Juventud Libre y Frente Libertario. Ela também colaborou na estruturação das primeiras coletividades camponesas e operárias. Na batalha de Madrid, ela compôs seu poema "Madrid, Madrid, mi Madrid", onde o leu na estação de rádio de Madrid em uma noite de bombardeios ininterruptos. Então ela foi para a frente de batalha, onde atuou como jornalista. O surto revolucionário que surgiu após a revolta deu outro caráter à revista Mujeres Libres e foi Lucía quem propôs a formação de brigadas femininas de trabalho que, se necessário, poderiam substituir os homens combatentes. Também organizou um serviço de ligação que levaria e coletaria correspondência e pacotes entre os combatentes e seus parentes.
Em 1937 retornou a Valência, onde assumiu o cargo de secretária nacional de todos os agrupamentos da organização Mujeres Libres. Ela também foi editora-chefe do jornal anarquista Umbral. Foi lá que ela conheceu América Barroso, que tornou-se sua companheira até sua morte. De Valência, ela viajou para Barcelona e lá a organização pediu que ela fosse às comunidades agrárias de Castellar. A colaboração de Lucía no Umbral se caracterizou por seus relatórios que acompanhavam documentos gráficos e informavam as mudanças que estavam ocorrendo na vida social e econômica das diferentes regiões da Espanha sob a revolução.
Em 20 de agosto de 1937 iniciou-se o Congresso Nacional (ou a Conferência de Mulheres Livres), onde a Federação Nacional de mesmo nome foi estabelecida. Lucía foi uma das principais oradoras.
Em maio de 1938, Lucía assumiu o cargo do secretariado geral da seção espanhola da organização Solidaridad Internacional Antifascista (SIA), uma organização de ajuda anarquista semelhante à Cruz Vermelha, na qual já havia colaborado como secretária da Imprensa e Propaganda por um tempo. Com a derrota da Segunda República Espanhola, Lucía e América foram forçadas a fugir para Paris, onde Lucía continuou seu envolvimento na SIA. Com a queda da França pelas forças alemãs, foi necessário que se mudassem novamente em 1941. Elas retornaram à Espanha de maneira clandestina com a ajuda de Electra, irmã de América que, morando na área de fronteira de La Junquera, facilitou a passagem. Elas residiram primeiro em Madrid, onde tentaram organizar clandestinamente a Mujeres Libres com as irmãs Carmen e Visitación Lobo, mas falharam. Em Madrid, Lucía trabalhou como editora de fotos, mas rapidamente teve que se mudar novamente depois de ser reconhecida como partidária anarquista. Lucía e sua companheira América então decidiram ir para Valência, onde viveram clandestinamente até 1954. Devido à ascensão do fascismo e do moralismo católico, seu relacionamento lésbico a colocava em perigo pessoal significativo e era mantido em sigilo. Lucía retomou a pintura, transformando-a em seu ofício, juntamente com a poesia, embora não tivesse publicado desde então. Durante esse período, América trabalhou no consulado argentino, enquanto Lucía continuou seu trabalho como editora de fotos até sua morte. Durante esse período, sua poesia demonstrava sua visão mista, abraçando tanto a dor da derrota quanto a afirmação da luta. Lucía morreu em 2 de junho de 1970 de câncer de mama. Ela não deixou nenhum livro de memórias.
O epitáfio da lápide de Lucía diz: "Mas é verdade que a esperança morreu?" ("Pero es verdad que la esperanza ha muerto?").